# Eugenio Py
Eugenio Py (o Eugène Py, en occitano: Eugèni Py; Carcassonne, Occitania, Francia; 19 de mayo de 1859 - San Martín, Partido de San Martín, Gran Buenos Aires, Argentina; 26 de agosto de 1924) fue un fotógrafo y cineasta de origen francés naturalizado argentino, residente en Buenos Aires, y considerado como uno de los padres del cine Argentino.

## Su trabajo en Buenos Aires
Comenzó a trabajar en 'Casa Lepage', un negocio de venta de artículos importados para fotografía del belga Henri Lepage que se encontraba en la calle Bolívar N° 375, casi esquina Belgrano, de la ciudad de Buenos Aires, en un edificio que todavía se conserva y en el que existe una placa recordatoria. Junto a Lepage y al austríaco Max Glucksmann, quien también trabajaba allí, asistieron a la función organizada por el empresario Francisco Pastor y el periodista español Eustaquio Pellicer en julio de 1896 en el Teatro Odeón, donde se ven por primera vez en la Argentina las breves escenas filmadas por los camarógrafos de los hermanos Lumière.

## Primera filmación
Lepage se contacta de inmediato con los hermanos Lumière para la compra de sus aparatos, pero al no llegar a un acuerdo decide importar un "Cronofotógrafo Elgé" de Gaumont-Demeny de 1897 y un "Cinematógrafo Pathé", distribuido por la Compañía General de Fonógrafos, Cinematógrafos y Aparatos de Precisión, de Pathé Freres (París). En 1897 Eugenio Py, que tenía suficiente experiencia como fotógrafo, utiliza los primeros metros de película virgen que ingresan al país para filmar con la máquina Gaumont los 17 metros de La bandera argentina. Esto hace necesario que la casa Lepage instale el primer laboratorio completo para procesar el material. Se trataría de la primera película filmada en Argentina, aunque otras versiones indican que el alemán Federico Figner habría hecho una filmación anterior con vistas de Buenos Aires.

## Otras películas

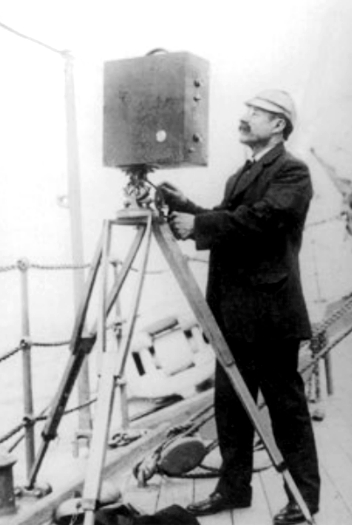
Eugenio Py operando una cámara, c. 1900.

Py continuó durante varios años produciendo filmes para su exhibición por la Casa Lepage, material que 
Glücksmann distribuía en Argentina y Uruguay. Entre estos filmes se encuentra el referido a la visita a Buenos Aires del presidente de Brasil Manuel Ferraz de Campos Sales, el 25 de octubre de 1900, de definido criterio documental, y que registra el abrazo entre el mandatario brasileño y el presidente argentino Julio Argentino Roca en presencia del expresidente Bartolomé Mitre. Con la aparición de los primeros noticiarios en el país se registran muchos acontecimientos, siendo uno de ellos la visita de otro brasileño ilustre, el pionero aeronáutico Alberto Santos Dumont. En dicha cinta se incluyó el que seguramente fue el primer gag del cine argentino cuando captó cómo un hombre se paró entre Py y Santos Dumont interrumpiendo la filmación hasta que recibió un escupitajo en la cara y la filmación finalizó. Otras películas fueron La revista de la Escuadra Argentina (mayo de 1901); Visita del general Mitre al Museo Histórico (15 de noviembre de 1901) y otros cortometrajes como En la Plaza de Mayo, con la llegada de un "Tranway eléctrico" y Fiesta en el Talar de Pacheco, con rodeo y doma.
En 1900 se inauguró la primera sala cinematográfica de Buenos Aires, el Salón Nacional, ubicado en la calle Maipú 471/479, con capacidad para doscientos cincuenta espectadores para ver las proyecciones que hasta ese momento se efectuaban en teatros, circos, cafés o restaurantes.
En 1902, ante el conflicto de límites entre Argentina y Chile que amenazaba derivar en una guerra, Max Glücksmann decidió que Eugenio Py junto con un periodista español, Enrique Casellas, viajaran al país trasandino para reflejar los sucesos que se daban allí, en especial el alistamiento del ejército chileno bajo las directivas de una misión militar alemana comandada por el general Emilio Korner y la intervención de Sir Thomas Holdich, comisionado por el rey Eduardo VII de Gran Bretaña para mediar en el conflicto.

## Expansión del cine
En 1908 Lepage vende la firma a Max Glücksman, quien abre más salas para la exhibición cinematográfica tanto en Buenos Aires como en el interior del país y en Montevideo.
Py, que desde 1907 venía realizando las primeras experiencias de películas sonorizadas a partir de la sincronización fonográfica, comenzó a producir películas de ficción junto con Max Glücksman, tales como Amalia(1912), adaptación de la obra de José Mármol y Mariano Moreno y la Revolución de Mayo(1915), con libreto de García Velloso y participación de actores profesionales.
Eugenio Py falleció el 26 de agosto de 1924 en la localidad de San Martín, Partido de San Martín, Provincia de Buenos Aires, Argentina.

### Trabajos como director
- Los escruchantes (1911)
- Justicia criolla (1910)
- La trilla (1910)
- La beata (1909)
- Cochero de tranvía (1909)
- Los carreros (1908)
- Dejá é jugar, ché, ché (1907)
- Mister Wiskey (1907)
- Los tocayos (1907)
- Gabino, el Mayora (1906)
- El pechador (1906)
- El soldado de la independencia (1906)
- Ensalada criolla (1905)
- Abajo la careta (1904)
- Los políticos (1904)
- Pica, pica compadrito (1903)
- Bohemia criolla (1901)
- El carlotero (1901)
- La revista de la Escuadra Argentina en mayo de 1901 (1901)
- Tango argentino (1900)
- Viaje del Doctor Campos Salles a Buenos Aires (1900)
- Operación de quiste hidatídico de pulmón (1899), con Alejandro Posadas
- La bandera argentina (cortometraje - 1897)